# 早嶋茂
早嶋 茂（はやしま しげる、1957年1月4日 - ）は、日本の経営者。旭屋書店社長、会長を務めた。

## 経歴
大阪府大阪市出身。1981年に早稲田大学政治経済学部経済学科を卒業し、同年に三和銀行に入行。1990年4月に旭屋書店に転じ、1992年に副社長を経て、1996年7月に社長に就任。2018年4月に会長に就任。